# Thomas Killigrew
Thomas Killigrew (Londra, 7 febbraio 1612 – Londra, 19 marzo 1683) è stato un drammaturgo e impresario teatrale britannico.

## Biografia
Figlio di Robert Killigrew, cortigiano di Giacomo I d'Inghilterra e di Mary Woodhouse, aveva undici fratelli. Divenne paggio di Carlo I d'Inghilterra all'età di tredici anni. Giovane amante del teatro, frequentava abitudinariamente il Red Bull Theatre di Clerkenwell, a Londra, dove poté assistere a numerosi rappresentazioni.
Da giovane iniziò la stesura di diverse tragicommedie, come Claracilla e The Prisoners, oltre che il suo lavoro più celebre, The Parson's Wedding del 1637.
Nel 1636 sposò Cecilia Crofts dalla quale ebbe un figlio, Henry; successivamente contrasse una seconda volta matrimonio nel 1655 con Charlotte de Hesse, dalla quale ebbe quattro figli: Charles, Thomas (il suo stesso nome), Robert o Roger ed Elizabeth.
Fedele alla corona, seguì il futuro re Carlo II d'Inghilterra, allora ancora principe, in esilio in Francia e, al ritorno del sovrano e al ristabilirsi della monarchia, gli venne affidato il compito di creare la compagnia teatrale King's Company. La compagnia ebbe un ruolo attivo nel periodo della restaurazione assieme alla Duke's Company di William Davenant, poeta laureato di corte. Inizialmente Killigrew diresse la compagnia al Red Bull per poi trasferirsi al Drury Lane, senza però eccellere nella sua professione di impresario teatrale.
Divenuto Master of the Revels nel 1673, titolo che gli permetteva di essere controllore delle festività regali e censore delle opere teatrali, entrò in conflitto col figlio Charles per questioni legate all'imprenditoria teatrale, che lo portarono alla perdita della direzione del Drury Lane, il quale era stato già precedentemente distrutto da un incendio.
Morì nel 1683.

## Opere
- The Prisoners (1632-5 circa)
- Claricilla (1636 circa)
- The Princess, or Love at First Sight (1636 circa)
- The Parson's Wedding (1637 circa)
- The Pilgrim
- Bellamira Her Dream, or Love of Shadows
- Cicilia and Clorinda, or Love in Arms (1650 circa)
- Thomaso, or the Wanderer